# كونور أوغيلفي
كونور أوغيلفي (بالإنجليزية: Connor Ogilvie)‏ (14 فبراير 1996 في المملكة المتحدة - ) هو لاعب كرة قدم بريطاني في مركز الدفاع. شارك مع منتخب إنجلترا تحت 16 سنة لكرة القدم ومنتخب إنجلترا تحت 17 سنة لكرة القدم. أما مع النوادي، فقد لعب مع توتنهام هوتسبير وستيفيناغ بوروه.

## وصلات خارجية
- كونور أوغيلفي على موقع قاعدة بيانات كرة القدم.إي يو (الإنجليزية)
- كونور أوغيلفي على موقع Soccerway.com (الإنجليزية)